# Île Saint-Lanne Gramont
L'île Saint-Lanne Gramont est l'une des îles de l'archipel des Kerguelen situé dans le golfe Choiseul.

## Géographie
Située au nord de la presqu'île de la Société de géographie dans le golfe Choiseul, l'île Saint-Lanne Gramont est séparée de la péninsule Loranchet (à l'ouest) par la baie Blanche et de l'île Foch à l'est par la baie de Londres. Elle est étirée en longueur selon un axe nord-sud (de la pointe Bras, au sud, à la pointe Cox au nord et à la pointe Jubié au nord-est) et mesure environ 13 km de longueur pour une largeur moyenne de 3 km. Elle se prolonge dans le golfe, au niveau de sa baie de la Grande Gueule, par les rochers Cox qui sont un affleurement de la pointe Cox.
Son sommet est un mont, non nommé, situé au centre de l'île à 473 m d'altitude, tandis que le mont Mac Cormick au sud s'élève lui à 472 m.

## Sources
- Carte de l'archipel des Kerguelen, Géoportail.
- Île Saint-Lanne Gramont, World of Islands.